# Tjorven Bellmann
Tjorven Bellmann, född 1972, är en tysk politisk tjänsteman och diplomat. Mellan 2022 och 2024 var Bellmann politisk chef vid Tysklands utrikesministerium. Sedan 2024 är hon, tillsammans med sin make Matthias Lüttenberg, Tysklands ambassadör i Kanada.

## Biografi
Bellmann har studerat islamologi, historia och europeisk statsvetenskap vid Hamburgs universitet samt i Damaskus och vid College of Europe i Brygge. Hon har praktiserat vid det tyska Orient-Institut Beirut och UNRWA:s fältkontor i Libanon. Mellan 2000 och 2002 arbetade hon som biträdande expert vid Europeiska kommissionens delegation till Israel i Tel Aviv.
2003 anslöt sig Bellmann efter förberedande studier till den tyska utrikestjänsten. Inledningsvis arbetade hon som pressansvarig och politiskt ansvarig vid den tyska ambassaden i Teheran. Hon arbetade sedan på pressavdelningen vid utrikesministeriet i Berlin och som presstalesperson och politisk rådgivare vid Tysklands ambassad i Tel Aviv.

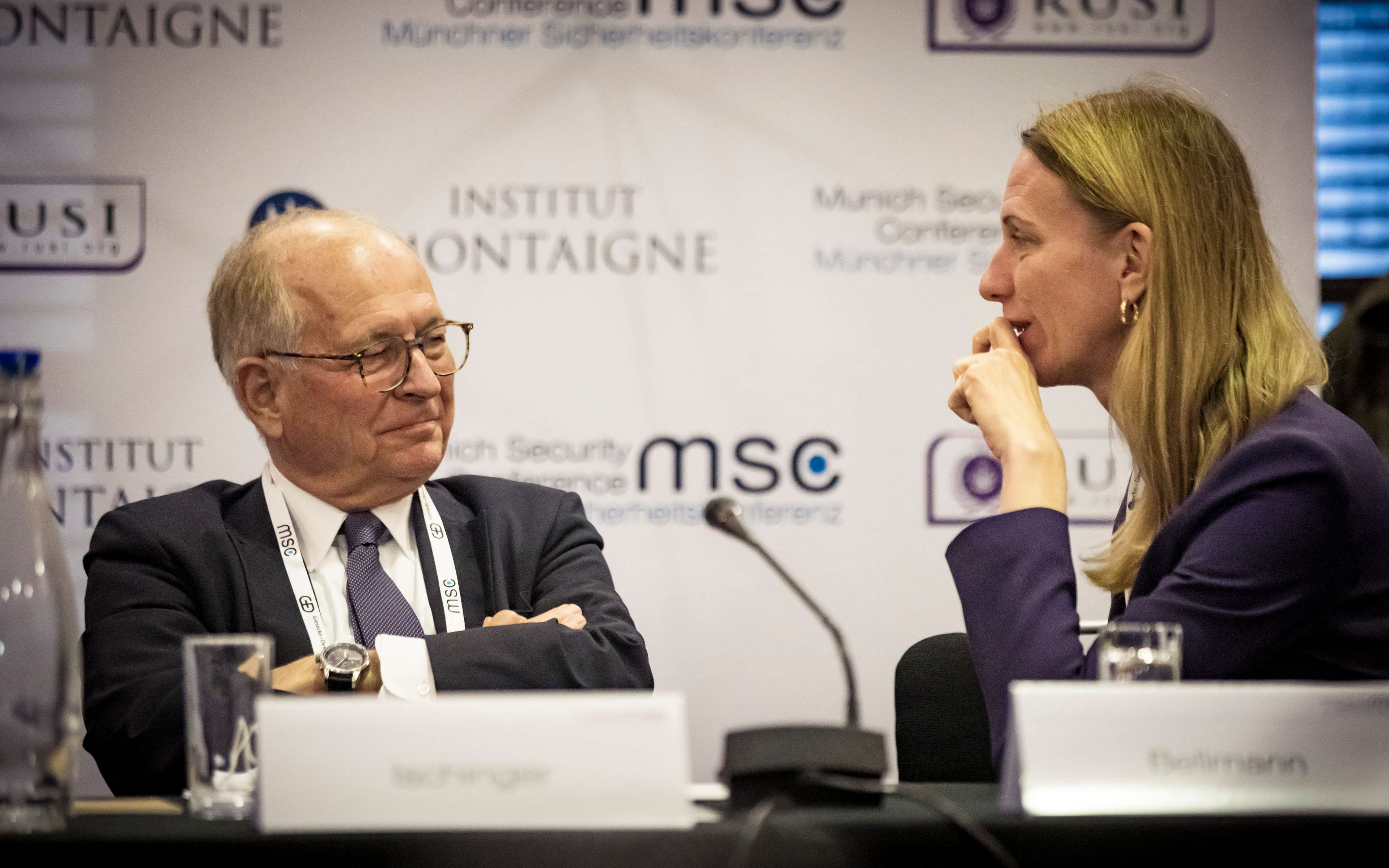
Bellmann (höger), tillsammans med Wolfgang Ischinger (2019).

Sedan 2013 har Bellmann innehaft olika befattningar med koppling till tysk säkerhetspolitik. I juli 2017 utnämndes hon till chef vid avdelningen för säkerhetspolitik och Nato.
I juli 2019 tillförordnades Bellmann som kommissionär vid utrikesministeriet, varefter hon i maj året därpå befordrades till kommissionär för säkerhetspolitik. Från och med januari 2021 verkade hon inom dess avdelning 2-B-1, även ansvarig för bilaterala relationer med Storbritannien, Nordamerika och Eftas stater.
Bellmann utsågs i januari 2022, av utrikesminister Annalena Baerbock, till politisk chef med rangen av understatssekreterare. I denna roll ledde Bellmann det politiska direktoratet vid utrikesministeriet, med samordningen av den tyska utrikespolitiken inom EU:s gemensamma dito samt relationerna med Nordamerika, Östeuropa och Centralasien. Hon var således en av Baerbocks närmaste rådgivare. Sommaren 2024 ersattes hon på denna post av Günter Sautter.
Sommaren 2024 tillträdde Bellmann och hennes make Matthias Lüttenberg posten som ambassadör vid Tysklands ambassad i Ottawa i Kanada. Posten delas av de båda med åtta månader var, ett delat ambassadörskap som Tyskland tidigare även prövat i Sverige och Slovenien samt på Tysklands konsulat i Montréal.

## Privatliv
Bellmann är gift med diplomaten Matthias Lüttenberg. Paret har tre barn.